# ホセ・ベリオス
ホセ・オーランド・ベリオス（Jose Orlando Berrios, 1994年5月27日 - ）は、プエルトリコのバヤモン出身のプロ野球選手（投手）。右投右打。MLBのトロント・ブルージェイズ所属。愛称はオルランディート（Orlandito）。
同じくメジャーリーガー（内野手）であるハビアー・バエズとは義理の兄弟の関係である。

## 経歴

### プロ入りとツインズ時代
2012年のMLBドラフト1巡目追補（全体32位）でミネソタ・ツインズから指名され、プロ入り。
2013年はシーズン開幕前の3月に開催された第3回ワールド・ベースボール・クラシック（WBC）のプエルトリコ代表に選出された。チーム最年少での選出だった。
2014年にはAAA級ロチェスター・レッドウイングスまで昇格した。また、その年のオールスター・フューチャーズゲームに選出され、世界選抜の先発投手も務めた。
2015年はAA級チャタヌーガ・ルックアウツとAAA級ロチェスターでプレーし、14勝5敗、175奪三振という結果を残した。この年のオールスター・フューチャーズゲームでも先発投手を務めている。
2016年4月27日にメジャーデビューを果たす。メジャーでは先発で一定の登板機会を与えられ、14試合に先発登板したが3勝7敗、防御率8.02、WHIP1.87と打ち込まれて負け越した。
2017年はシーズン開幕前の2月8日に第4回WBCのプエルトリコ代表に選出され、2大会連続2度目の選出を果たした。3月22日の決勝アメリカ合衆国戦に敗戦し、2大会連続で準優勝となった。レギュラーシーズンでは25試合先発登板（リリーフでも1試合に登板）とローテーションに定着。初の2桁勝利となる14勝、防御率も3.89を記録した。ニューヨーク・ヤンキースとのワイルドカードゲームでは同点の3回からリリーフ登板したが3回を3失点と勝ち越しを許し敗戦投手となった。
2018年は開幕から先発ローテーションに入っており4月1日に2018年初登板を迎えた。ボルチモア・オリオールズ相手に6奪三振を記録し3安打完封となり、チームも7-0で勝利した。4月12日のシカゴ・ホワイトソックス戦でも自身最高の11奪三振を記録しチームも4-0で勝利した。4月18日に母国のプエルトリコで行われたヒラム・ビソーン・スタジアムの満員の観客の前で7回を無失点、5奪三振、無四球でマウンドをあとにした。2003年のモントリオール・エクスポズ所属のハビアー・バスケスの先発4試合以来となるMLBレギュラーシーズンでのプエルトリコ人投手の先発登板となった。6月7日のシカゴ・ホワイトソックス戦で自身2度目となる完投を記録し、シーズン9人目となる完投者でもありまた10奪三振を記録しながらも無四球であった。18試合の先発登板で8勝7敗、防御率3.54を前半戦で記録したため、オールスターゲームに選出された。なお、ツインズの選手では唯一の選出となった。オールスターゲームでは、5回を無失点で抑え、ホールドを記録した。シーズンでは、32試合の先発登板で202奪三振、12勝11敗、防御率3.84を記録し、完投と完封でリーグ最高だった。
2019年3月5日に開幕戦となるクリーブランド・インディアンス戦の開幕投手になることが発表された。7.2イニングを投げ10奪三振で失点は許さなかった。チームも2-0で勝利を収めた。7月3日に2年連続2度目のオールスターゲームに選出された。
2020年は12試合の先発登板で5勝4敗、防御率4.00で63イニングを投げ68奪三振を記録した。

### ブルージェイズ時代
2021年7月30日にオースティン・マーティン、シメオン・ウッズ・リチャードソンとのトレードで、トロント・ブルージェイズに移籍した。この年は移籍前と合わせて32試合に先発登板して12勝9敗、防御率3.52の成績を記録した。オフの11月17日にブルージェイズと7年総額1億3100万ドルで契約延長した。オプションとして一部球団に対するトレード拒否権と、2026年シーズン終了後に契約を破棄してFAになれるオプトアウトの権利が含まれる。
2022年は2019年シーズン以来となる開幕投手を務めたが、一死しか奪えず4失点でKOされた。7月31日のデトロイト・タイガース戦では義兄のバエズと対戦。第2打席でソロ本塁打を浴びるも、試合自体は7回を1失点で勝利投手になった。このシーズンはチーム内ではアレク・マノアに次ぐ12勝を記録した一方で、年間を通じて好不調の波が激しく防御率は規定投球回到達投手の中でワーストとなる5.23であった。
2023年はシーズン開幕前の3月に開催された第5回WBCのプエルトリコ代表に選出された。この年は32試合に先発登板して189.2イニングを投げ、11勝12敗、防御率3.65、184奪三振を記録し、前年の不振から脱却した。オフに自身初となるゴールドグラブ賞を受賞した。
2024年は自身4度目、ブルージェイズ移籍後では2度目となる開幕投手に選出された。この年は32試合に先発登板して192.1イニングを投げ、16勝11敗、防御率3.60、153奪三振を記録した。
2025年は自身5度目、ブルージェイズ移籍後では3度目となる開幕投手に2年連続で選出された。

## 選手としての特徴
最速97.9mph（約157.6km/h）・平均93mph（約150km/h）の速球（ツーシーム、フォーシーム）と、平均81mph（約130km/h）スラーブ、平均84mph（約135km/h）チェンジアップを投げる。

## 詳細情報

### 年度別投手成績
| 年 度    | 球 団    | 登 板 | 先 発 | 完 投 | 完 封 | 無 四 球 | 勝 利 | 敗 戦 | セ 丨 ブ | ホ 丨 ル ド | 勝 率 | 打 者 | 投 球 回 | 被 安 打 | 被 本 塁 打 | 与 四 球 | 敬 遠 | 与 死 球 | 奪 三 振 | 暴 投 | ボ 丨 ク | 失 点 | 自 責 点 | 防 御 率 | W H I P |
| -------- | -------- | ----- | ----- | ----- | ----- | -------- | ----- | ----- | -------- | ----------- | ----- | ----- | -------- | -------- | ----------- | -------- | ----- | -------- | -------- | ----- | -------- | ----- | -------- | -------- | ------- |
| 2016     | MIN      | 14    | 14    | 0     | 0     | 0        | 3     | 7     | 0        | 0           | .300  | 281   | 58.1     | 74       | 12          | 35       | 0     | 5        | 49       | 1     | 0        | 56    | 52       | 8.02     | 1.87    |
| 2017     | MIN      | 26    | 25    | 0     | 0     | 0        | 14    | 8     | 0        | 0           | .636  | 616   | 145.2    | 131      | 15          | 48       | 0     | 13       | 139      | 7     | 1        | 71    | 63       | 3.89     | 1.23    |
| 2018     | MIN      | 32    | 32    | 2     | 1     | 1        | 12    | 11    | 0        | 0           | .522  | 797   | 192.1    | 159      | 25          | 61       | 1     | 13       | 202      | 2     | 0        | 83    | 82       | 3.84     | 1.14    |
| 2019     | MIN      | 32    | 32    | 1     | 0     | 0        | 14    | 8     | 0        | 0           | .636  | 842   | 200.1    | 194      | 26          | 51       | 0     | 9        | 195      | 8     | 1        | 94    | 82       | 3.68     | 1.22    |
| 2020     | MIN      | 12    | 12    | 0     | 0     | 0        | 5     | 4     | 0        | 0           | .556  | 271   | 63.0     | 57       | 8           | 26       | 0     | 3        | 68       | 5     | 0        | 28    | 28       | 4.00     | 1.32    |
| 2021     | MIN      | 20    | 20    | 1     | 0     | 0        | 7     | 5     | 0        | 0           | .583  | 490   | 121.2    | 95       | 14          | 32       | 0     | 8        | 126      | 3     | 0        | 53    | 47       | 3.48     | 1.04    |
| 2021     | TOR      | 12    | 12    | 0     | 0     | 0        | 5     | 4     | 0        | 0           | .556  | 291   | 70.1     | 64       | 8           | 13       | 0     | 7        | 78       | 0     | 0        | 30    | 28       | 3.58     | 1.10    |
| '21計    | TOR      | 32    | 32    | 1     | 0     | 0        | 12    | 9     | 0        | 0           | .571  | 781   | 192.0    | 159      | 22          | 45       | 0     | 15       | 204      | 3     | 0        | 83    | 75       | 3.52     | 1.06    |
| 2022     | TOR      | 32    | 32    | 0     | 0     | 0        | 12    | 7     | 0        | 0           | .632  | 753   | 172.0    | 199      | 29          | 45       | 0     | 11       | 149      | 3     | 0        | 103   | 100      | 5.23     | 1.42    |
| 2023     | TOR      | 32    | 32    | 0     | 0     | 0        | 11    | 12    | 0        | 0           | .478  | 782   | 189.2    | 173      | 25          | 52       | 3     | 9        | 184      | 4     | 1        | 82    | 77       | 3.65     | 1.19    |
| 2024     | TOR      | 32    | 32    | 1     | 0     | 0        | 16    | 11    | 0        | 0           | .593  | 786   | 192.1    | 168      | 31          | 54       | 1     | 13       | 153      | 1     | 0        | 79    | 77       | 3.60     | 1.15    |
| MLB：9年 | MLB：9年 | 244   | 243   | 5     | 1     | 1        | 99    | 77    | 0        | 0           | .563  | 5909  | 1405.2   | 1314     | 193         | 417      | 5     | 91       | 1343     | 34    | 3        | 679   | 636      | 4.07     | 1.23    |

- 2024年度シーズン終了時
- 各年度の太字はリーグ最高

### WBCでの投手成績
| 年 度 | 代 表        | 登 板 | 先 発 | 勝 利 | 敗 戦 | セ ｜ ブ | 打 者 | 投 球 回 | 被 安 打 | 被 本 塁 打 | 与 四 球 | 敬 遠 | 与 死 球 | 奪 三 振 | 暴 投 | ボ ｜ ク | 失 点 | 自 責 点 | 防 御 率 |
| ----- | ------------ | ----- | ----- | ----- | ----- | -------- | ----- | -------- | -------- | ----------- | -------- | ----- | -------- | -------- | ----- | -------- | ----- | -------- | -------- |
| 2013  | プエルトリコ | 2     | 0     | 0     | 1     | 0        | 13    | 2.0      | 5        | 0           | 1        | 1     | 1        | 1        | 0     | 0        | 4     | 4        | 18.00    |
| 2017  | プエルトリコ | 2     | 1     | 1     | 0     | 0        | 26    | 6.2      | 3        | 2           | 2        | 0     | 1        | 10       | 0     | 0        | 6     | 6        | 8.10     |
| 2023  | プエルトリコ | 1     | 1     | 0     | 1     | 0        | 11    | 1.0      | 5        | 1           | 2        | 0     | 0        | 1        | 0     | 0        | 6     | 5        | 45.00    |

- 太字は大会最高

### 年度別守備成績
| 年 度 | 球 団 | 投手（P） | 投手（P） | 投手（P） | 投手（P） | 投手（P） | 投手（P） |
| 年 度 | 球 団 | 試 合     | 刺 殺     | 補 殺     | 失 策     | 併 殺     | 守 備 率  |
| ----- | ----- | --------- | --------- | --------- | --------- | --------- | --------- |
| 2016  | MIN   | 14        | 1         | 12        | 1         | 0         | .929      |
| 2017  | MIN   | 26        | 8         | 13        | 1         | 2         | .955      |
| 2018  | MIN   | 32        | 14        | 21        | 1         | 2         | .972      |
| 2019  | MIN   | 32        | 12        | 19        | 1         | 0         | .969      |
| 2020  | MIN   | 12        | 1         | 6         | 0         | 0         | 1.000     |
| 2021  | MIN   | 20        | 7         | 17        | 2         | 2         | .923      |
| 2021  | TOR   | 12        | 6         | 6         | 2         | 3         | .857      |
| '21計 | TOR   | 32        | 13        | 23        | 4         | 5         | .900      |
| 2022  | TOR   | 32        | 6         | 16        | 1         | 1         | .957      |
| 2023  | TOR   | 32        | 15        | 26        | 2         | 2         | .953      |
| 2024  | TOR   | 32        | 12        | 18        | 2         | 1         | .938      |
| MLB   | MLB   | 244       | 82        | 154       | 13        | 13        | .948      |

- 2024年度シーズン終了時
- 各年度の太字はリーグ最高
- 各年度の太字年はゴールドグラブ賞受賞

### 表彰
- ゴールドグラブ賞（投手部門）：1回（2023年）
- ピッチャー・オブ・ザ・マンス：1回（2024年4月）

### 記録
MiLB
- オールスター・フューチャーズゲーム選出：2回（2014年、2015年）

MLB
- MLBオールスターゲーム選出：2回（2018年、2019年）

### 背番号
- 17（2016年 - ）

### 代表歴
- 2013 ワールド・ベースボール・クラシック・プエルトリコ代表
- 2017 ワールド・ベースボール・クラシック・プエルトリコ代表
- 2023 ワールド・ベースボール・クラシック・プエルトリコ代表